# Urotrema lasiurensis
Urotrema lasiurensis är en plattmaskart. Urotrema lasiurensis ingår i släktet Urotrema och familjen Urotrematidae. Inga underarter finns listade i Catalogue of Life.